# 布蒂
布蒂（義大利語：Buti），是意大利比萨省的一个市镇。总面积23.08平方公里，人口5810人，人口密度251.7人/平方公里（2009年）。ISTAT代码为050002。

## 友好城市
- 法國 滨海拉塞讷